# Етолска кампања
Етолска кампања назив је за неуспешну војну акцију атинског војсковође Демостена коју је извршио 426. године п. н. е. током Архидамовог рата, прве фазе Пелопонеског рата.

## Кампања
Млади атински војсковођа Демостен, предводећи флоту од 30 бродова, опустошио је обале Пелопонеза и стигао до Акарнаније. Ту је ујединио западно-грчке савезнике Атине: Закинћане, Кефалонце и делимично Коркиране. Пошто је опустошио Леукадска поља, Демостен се упутио у Наупакт решен да одатле предузме напад на једну од највећих области централне Грчке како би одатле могао напасти Беотију са запада. Међутим, након почетних успеха Демостенови коњаници се суочавају са етолијском тактиком која је за Атињане била необична – напад лако наоружаних хоплита. Они су се клонили сукоба на отвореном пољу, а Атињане су засипали стрелама и мањим копљима. Тешко наоружани атински хоплити били су потпуно потучени од стране својих „заосталих“ противника. Демостен је присиљен да се повуче за Наупакт.